# Stefan Andres

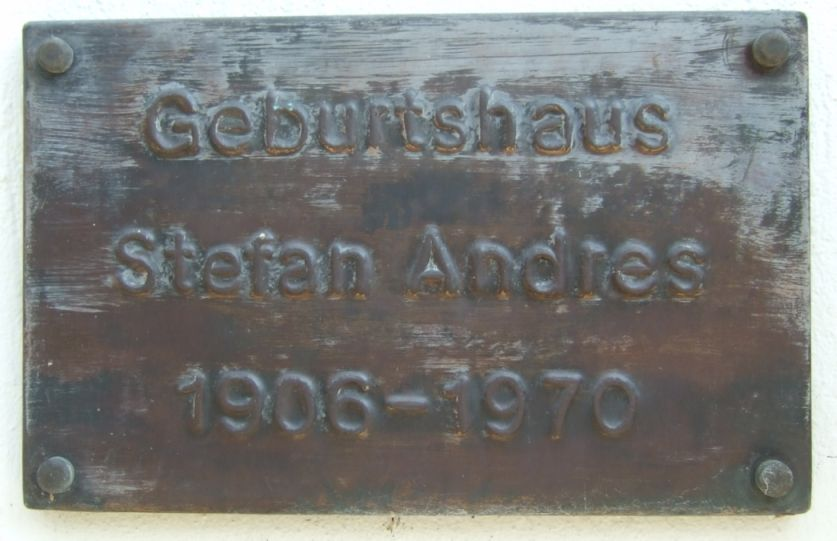
Inscripción en la casa natal de Stefan Andres.

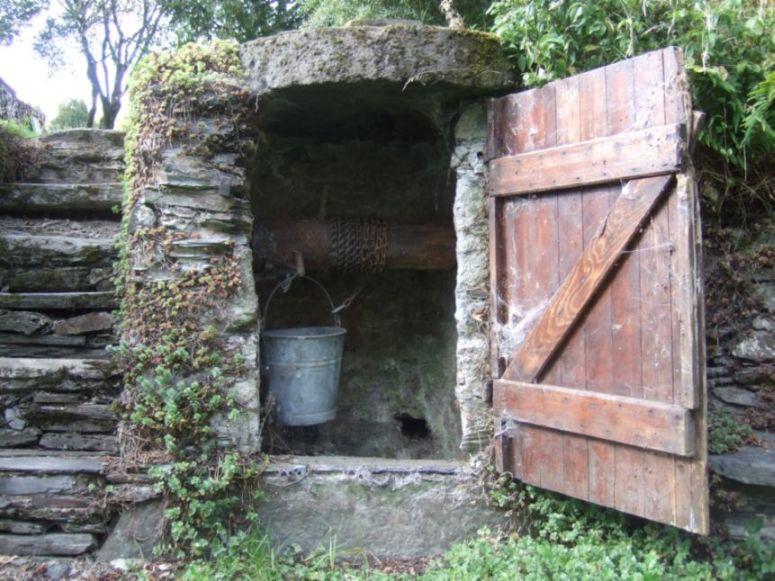
Pozo junto a la casa natal de Stefan Andres.

Stefan Paul Andres (Trittenheim an der Mosel, 26 de junio de 1906 - Roma, 29 de junio de 1970) fue un escritor alemán, de gran renombre en los años 1950.

## Biografía
En 1937 emigró a Italia junto con su mujer Dorothee, discriminada por los nazis por ser «no aria». 
Algunas de sus obras, como El Greco pinta al Gran Inquisidor o Somos utopía, tienen tema español. La acción de esta última novela, publicada en los años de la II Guerra Mundial, se desarrolla durante la guerra civil española. Desde una perspectiva católica, Stefan Andres plantea el tema de la culpa, la fidelidad a la propia identidad, la tentación del egoísmo. Es magistral su descripción del paisaje castellano.

## Obras
- Bruder Lucifer, novela, 1932
- Eberhard im Kontrapunkt, novela, 1933
- Die Löwenkanzel, Gedichte, Köln 1933
- Die unsichtbare Mauer, novela, 1934
- Vom heiligen Pfäfflein Domenico, Erzählungen, 1936
- Utz, der Nachfahr, 1936
- El Greco malt den Großinquisitor, Novelle, 1936
- Moselländische Novellen, 1937
- Der Mann von Asteri, 1939 (neu 1949)
- Das Grab des Neides, Novellen, 1940
- Der gefrorene Dionysos, Erzählung, 1942 (später Die Liebesschaukel, 1951)
- Wir sind Utopia, Novelle, 1942 (Dramatisierung Gottes Utopia, 1950)
- Der gefrorene Dionysos, novela, 1943 (später Die Liebesschaukel, 1951)
- Wirtshaus zur weiten Welt, Novellen, 1943
- Ein Herz wie man braucht, Drama, 1946
- Die Söhne Platons, Komödie, 1946
- Die Hochzeit der Feinde, novela, 1947
- An Freund und Feind, Briefe, 1947
- Ritter der Gerechtigkeit, novela, 1948
- Tanz durchs Labyrinth, Drama, 1948
- Die Sintflut, trilogía de novelas (Das Tier aus der Tiefe, 1949; Die Arche, 1952; Der graue Regenbogen, 1959)
- Der Granatapfel, Gedichte, 1950
- Der Knabe im Brunnen, novela autobiográfica, 1953
- Die Rache der Schmetterlinge, Novelle, 1953
- Die Reise nach Portiuncula, novela, 1954
- Positana, Geschichten aus einer Stadt am Meer, 1957
- Die großen Weine Deutschlands, 1961
- Der Mann im Fisch, 1963
- Die biblische Geschichte, 1965
- Der Taubenturm, novela, 1966
- Ägyptisches Tagebuch, Reisejournal, 1967
- Noah und seine Kinder, 1968
- Die Dumme, novela, 1969
- Die Versuchung des Synesios, novela, 1970